# Feliu Vila
Feliu Vila – miejscowość w Hiszpanii, w Katalonii, w prowincji Barcelona, w comarce Maresme, w gminie Premià de Dalt.
Według danych INE z 2005 roku miejscowość nie zamieszkiwała żadna osoba, liczba ludności wynosi więc 0.